# Intersport
Intersport er en international butikskæde, der består af over 5.000 sportsbutikker i 32 lande og omsætter for over 53 mia. kr. årligt. Det internationale hovedkontor er beliggende i Bern, Schweiz.
Kæden blev dannet i 1968, da ti selvstændige indkøbsorganisationer i Belgien, Danmark, Frankrig, Italien, Nederlandene, Norge, Schweiz, Sverige, Tyskland og Østrig gik sammen.

## Intersport Danmark
INTERSPORT Danmark A/S opstod via indkøbsorganisationen Dania Sport, der i 1959 blev etableret af danske sports- og campingbutikker.
Danmark tilsluttede sig IIC i 1968 og fungerede herefter som en forening med butikkerne som medlemmer. I 1992 overgik INTERSPORT Danmark til at være et aktieselskab med butikkerne som aktionærer.
I dag har INTERSPORT Danmark 80 butikker med en samlet omsætning på godt 1 mia. kr. og 600 ansatte.